# Французско-русская практическая транскрипция
Для передачи французских имён собственных и непереводимых реалий в русском языке используются унифицированные правила практической транскрипции.
Данные правила передачи имён собственных французского языка не могут рассматриваться как строгие, так как французская орфография обладает большим количеством многослойно накладывающихся правил и ещё бо́льшим количеством исключений.
Основная идея — перечислить типовые сочетания букв французского письма и указать их русскую передачу.

## Таблица букв и буквосочетаний
| Буква (буквосочетание) | Примечание | Произношение | Передача      | Примеры |
| ---------------------- | --- | ------------ | ------------- | --- |
| a, à, â                | | a            | а             | Adam → Адан                                                                                                 |
| a                      | после gn или неслогового i | a            | я             | Cognac → Коньяк Liart → Льяр                                                                                |
| a                      | после ll или y, произносимых как [j] | a            | я или а       | Bayard → Байяр или Байар Chaillac → Шайак Troyat → Труайа                                                   |
| ae                     | | a            | а             | Caen → Кан                                                                                                  |
| aé, aë                 | | aɛ           | аэ            | Lauraët → Лораэт Nationale d'aéronautique → Насьональ д’аэронотик                                           |
| ai                     | в начале слова и после гласной | ɛ            | э             | Air France → «Эр Франс»                                                                                     |
| ai                     | после согласной и i | ɛ            | е             | Calais → Кале Saint-Nazaire → Сен-Назер Épiais → Эпье                                                       |
| ail                    | в конце слова | aj           | ай            | Raspail → Распай                                                                                            |
| aill, aille            | | aj           | ай            | Chaillac → Шайак Chénérailles → Шенерай                                                                     |
| aim, ain               | в начале слова перед согласными (кроме губных) | ɛ̃            | эн            | Ain → Эн Aincourt → Энкур Aingoulaincourt → Энгуленкур                                                      |
| aim, ain               | перед произносимыми b, p, m | ɛ̃            | эм            | |
| aim, ain               | в других позициях | ɛ̃            | ен            | Saintes → Сент                                                                                              |
| am                     | перед гласными перед произносимыми b, p, m | ɑ̃            | ам            | Paramé → Параме Ambroise → Амбруаз                                                                          |
| am                     | на конце слова, если m обозначает носовое произношение гласной | ɑ̃            | ан            | Adam → Адан                                                                                                 |
| am                     | на конце слова в остальных случаях | am           | ам            | Ham → Ам |
| am                     | в остальных случаях | ɑ̃            | ан            | Camp → Кан, Pamfou → Панфу, Damville → Данвиль                                                              |
| aon                    | | ɑ̃, aɔ̃        | ан, аон       | Thaon → Тан Raon-l’Etape → Раон-л’Этап                                                                      |
| au                     | | o, oː        | о             | Artaud → Арто Claude → Клод                                                                                 |
| ay                     | в начале слова и после гласной или немого h | ɛ            | э             | Aymé → Эме                                                                                                  |
| ay                     | после согласной и i | ɛ            | е, иногда ей  | Du Bellay → Дю Белле Bruliay → Брюлье Raynal → Рейналь                                                      |
| ay                     | в зависимости от произношения; при отсутствии фонетических источников Инструкция ГУГК рекомендует передавать: ay — е, aye — ай, ays — еи                                                | aj           | ай            | Layon → Лайон                                                                                               |
| ay                     | в зависимости от произношения; при отсутствии фонетических источников Инструкция ГУГК рекомендует передавать: ay — е, aye — ай, ays — еи                                                | ai, aji      | аи            | Ay → Аи |
| ay                     | в зависимости от произношения; при отсутствии фонетических источников Инструкция ГУГК рекомендует передавать: ay — е, aye — ай, ays — еи                                                | ɛi, ɛji      | еи            | Pays de Bray → Пеи-де-Бре Abbaye → Аббеи                                                                    |
| b                      | | b            | б             | Bateau-lavoir → Бато-Лавуар                                                                                 |
| c                      | перед a, o, u, согласными и на конце слова | k            | к             | Camus → Камю                                                                                                |
| c                      | перед e, i, y | s            | с             | Francis → Франсис                                                                                           |
| c                      | на конце слова после согласной | —            | не передаётся | Mont-Blanc → Монблан Franc → Фран Saint-Marc → Сен-Мар Leclerc → Леклер                                     |
| ç                      | | s            | с             | Besançon → Безансон                                                                                         |
| cc                     | перед a, o, u и согласными | k            | кк            | Accord → Аккор                                                                                              |
| cc                     | перед e, i, y | ks           | кс            | Occidental → Оксиданталь                                                                                    |
| ch                     | в начале и середине слова перед гласными | ʃ            | ш             | Charles → Шарль                                                                                             |
| ch                     | в начале и середине слова перед согласными | k            | к             | Christian → Кристиан                                                                                        |
| ch                     | в конце слова — в зависимости от произношения | k, ʃ         | к, ш          | Auch → Ош Bloch → Блок                                                                                      |
| ck, cq, cqu            | | k            | к             | Boucq → Бук Jacques → Жак                                                                                   |
| ct, cts                | в конце неодносложного слова | —            | не передаётся | Aspects de la France → «Аспе де ла Франс»                                                                   |
| d                      | | d            | д             | Bordeaux → Бордо                                                                                            |
| d                      | в конце слова (немое) | —            | не передаётся | Gounod → Гуно Richard → Ришар                                                                               |
| de, des                | служебные слова | də, de       | де            | |
| e                      | в конце слова (где имеются другие гласные); в окончании -es; между гласной и согласной (немой)                                                                                          | —, ə         | не передаётся | Angoulême → Ангулем Charles → Шарль Jacques → Жак                                                           |
| e                      | в середине названия (в том числе сложного) (если далее не следуют сочетания -rieu, -lieu, -rier, -lier и если на стыке частей в русской передаче не образуется стечения трёх согласных) | —, ə         | не передаётся | Villedieu → Вильдье Rochefort → Рошфор Caudebec → Кодбек                                                    |
| e                      | в начале слова и после гласной (кроме i) | ɛ            | э             | Edmond → Эдмон Ouest → Уэст                                                                                 |
| e                      | в остальных случаях | ə            | е             | René → Рене Brienon → Бриенон Richelieu → Ришельё                                                           |
| é                      | в начале слова и после гласной | e            | э             | Écommoy → Экоммуа                                                                                           |
| é                      | после согласной | e            | е             | René → Рене                                                                                                 |
| ë                      | обычно (см. также aë, oë) | ɛ            | э             | Citroën → «Ситроэн»                                                                                         |
| è, ê                   | | ɛ            | е             | Fougères → Фужер Dépêche → Депеш                                                                            |
| eau                    | | o            | о             | Bordeaux → Бордо                                                                                            |
| ei, eî                 | в начале слова | ɛ            | э, эй         | Eix → Экс Eiffel → Эйфель                                                                                   |
| ei, eî                 | после согласной |              | е             | Beine → Бен                                                                                                 |
| eil, eille             | в конце слова | ɛj           | ей            | Aureille → Орей                                                                                             |
| ein                    | | ɛn           | эн            | Eincheville → Эншвиль Einvaux → Энво                                                                        |
| em                     | перед произносимыми b, p, m |              | ам            | Ouestembert → Уэстамбер                                                                                     |
| em                     | перед прочими согласными (включая непроизносимые на конце слова) |              | ан            | Notre Temps → «Нотр Тан»                                                                                    |
| em                     | в начале слова перед гласной |              | эм            | Emile → Эмиль                                                                                               |
| em                     | в остальных случаях |              | ем            | Château d’Yquem → Шато д’Икем Inghem → Энгем                                                                |
| en                     | перед согласной |              | ан            | Alençon → Алансон                                                                                           |
| en                     | после сочетания «согласный + i» |              | ян            | Lorient → Лорьян Science et Vie → «Сьянс э Ви»                                                              |
| en                     | после сочетания «согласный + i» в конце слова |              | ен            | Parisien → «Паризьен» Lucien → Люсьен                                                                       |
| en                     | в начале слова перед гласной |              | эн            | |
| en                     | в конце слова |              | ен или ан     | Agen → Ажен                                                                                                 |
| en                     | в остальных случаях |              | ен            | |
| eu, eû                 | в начале слова и после гласной |              | э             | Eugène → Эжен                                                                                               |
| eu, eû                 | после согласной | œ, ø         | ё             | Le Peuple → «Пёпль»                                                                                         |
| eu, eû                 | после сочетания «согласный + i» (кроме li, lli, произносимых как [j]) | ø            | ьё, ье        | Ambérieux → Амберьё                                                                                         |
| euil                   | в конце слова | œj           | ёй            | Verneuil → Вернёй                                                                                           |
| ey                     | в начале слова, после гласной (кроме i) или немого h |              | э             | Eymoutiers → Эмутье                                                                                         |
| ey                     | после согласной или i |              | е             | Aveyron → Аверон                                                                                            |
| ey                     | перед гласной |              | ей            | Pleyel → Плейель                                                                                            |
| f                      | | f            | ф             | Foucault → Фуко                                                                                             |
| g                      | перед a, o, u, согласными (кроме n) и на конце слова | g            | г             | Auguste → Огюст                                                                                             |
| g                      | перед e, i, y | ʒ            | ж             | Germain → Жермен (женское имя: Germaine → Жермена)                                                          |
| g                      | в конце слова после согласных |              | не передаётся | Cherbourg → Шербур                                                                                          |
| ge                     | перед a, o, u | ʒ            | ж             | Georges → Жорж                                                                                              |
| gg                     | перед a, o, согласным | g            | г, гг         | |
| gg                     | перед e |              | гж            | Leggewie → Легжеви                                                                                          |
| gn                     | | ɲ            | нь            | Agnesse → Аньес Boulogne → Булонь                                                                           |
| gu                     | перед e, i, y | g            | г             | Guillaume → Гийом Guy → Ги                                                                                  |
| gu                     | перед e, i, y | gy, gɥ       | гю            | Guise → Гюиз                                                                                                |
| h                      | не произносится (см. также сочетания с другими согласными) |              | не передаётся | Hachette → «Ашетт» Humanité → «Юманите» Cahiers du cinéma → «Кайе дю синема»                                |
| i, î                   | |              | и             | Ici Paris → «Иси Пари»                                                                                      |
| i                      | между согласной и гласной |              | ь             | Niort → Ньор                                                                                                |
| ï                      | перед согласной |              | и             | Baïze → Баиз                                                                                                |
| ï                      | перед гласной |              | й             | Adelaïeau → Аделайо                                                                                         |
| ier                    | после согласной в конце слова |              | ье            | Daumier → Домье                                                                                             |
| ier                    | после гласной (исключая непроизносимые буквы) |              | йе            | Cahiers du cinéma → «Кайе дю синема»                                                                        |
| ieu                    | после согласной в конце слова |              | ье ьё         | Villedieu → Вильдьё Montesquieu → Монтескьё                                                                 |
| il                     | после гласных | j            | й             | Soleil → Солей                                                                                              |
| ill                    | между произносимыми гласными | j            | й             | Rambouiller → Рамбуйе                                                                                       |
| ill                    | между согласной и произносимой гласной | ij           | ий            | Tilly → Тийи Villon → Вийон бывают традиционные исключения: Chillon → Шильон                                |
| ill                    | в ряде случаев после m, v (в соответствии с произношением) | il           | илл           | Viller → Виллер                                                                                             |
| ille                   | после гласной в конце слова или части составного наименования | j            | й             | Aureille → Орей                                                                                             |
| ille                   | в ряде случаев после m, v (в соответствии с произношением, иногда традиционно) | il, ij       | иль           | Camille → Камиль Villeneuve → Вильнёв                                                                       |
| im                     | перед гласной или m | im           | им            | Image → Имаж                                                                                                |
| im                     | в начале слова перед согласной (кроме m) | im           | им            | Imling → Имлен                                                                                              |
| im                     | между согласными | ɛ̃            | ем            | Climbach → Клембак Dimbsthal → Дембсталь                                                                    |
| im                     | в начале слова перед произносимыми b, p, m | ɛ̃            | эм            | Imphy → Эмфи                                                                                                |
| in                     | перед гласной (в том числе немым e) или n |              | ин            | Pantine → Пантин Innerver → Иннерве                                                                         |
| in                     | перед согласной (кроме n): в начале слова, после гласной или немого h | ɛ̃            | эн            | Ingres → Энгр Le Hadouin → Ле-Одуэн Cahingt → Каэн                                                          |
| in                     | перед согласной (кроме n) и в конце слова | ɛ̃            | ен            | Romorantin → Роморантен Michelin → «Мишлен»                                                                 |
| j                      | | ʒ            | ж             | Jaouen → Жауэн                                                                                              |
| k                      | |              | к             | Kessel → Кессель                                                                                            |
| l                      | в конце слова (в том числе перед немым e) и перед согласной |              | ль            | Gilbert → Жильбер                                                                                           |
| l                      | перед гласными |              | л             | Léon → Леон                                                                                                 |
| l                      | перед d и n в середине слова | -            | не передаётся | Sauldre → Содр Chaulnes → Шон                                                                               |
| l                      | в окончаниях -auld, -ault, -ould, -oult | -            | не передаётся | La Rochefoucauld → Ларошфуко Arnould → Арну Herbault → Эрбо                                                 |
| lh                     | после i |              | й             | Milhaud → Мийо                                                                                              |
| lh                     | в остальных случаях |              | л             | Graulhet → Гроле                                                                                            |
| ll                     | после i между гласными (если читается как [j]) |              | й             | Guillaume → Гийом                                                                                           |
| m                      | перед гласными или произносимыми b, p, m |              | м             | |
| m                      | перед другими согласными |              | н             | Comte → Конт                                                                                                |
| m                      | в конце слова после гласной |              | н или м       | Adam → Адан Riom → Рьом Inghem → Энгем                                                                      |
| n                      | |              | н             | Léon → Леон                                                                                                 |
| o, ô                   | |              | о             | Rhône → Рона                                                                                                |
| œ, œu                  | в начале слова и после гласной |              | э             | Œutrange → Этранж                                                                                           |
| œ, œu                  | после согласной |              | ё             | Sacré-Cœur → Сакре-Кёр                                                                                      |
| oë                     | в зависимости от произношения |              | оэ, уэ, уа    | Citroën → «Ситроэн» Plancoët → Планкуэт Voëvre → Вуавр                                                      |
| oi, oî, oie            | | wa           | уа            | Antoine → Антуан Foix → Фуа                                                                                 |
| oin                    | |              | уэн           | Pointe → Пуэнт                                                                                              |
| om                     | перед гласными или произносимыми b, p, m |              | ом            | |
| om                     | перед другой согласной; в конце слова (если m обозначает носовое произношение гласной)                                                                                                  |              | он            | Comte → Конт Condom → Кондон                                                                                |
| ou, où, oû             | | u            | у             | Louvre → Лувр                                                                                               |
| ou, où, oû             | после gn и неслогового i | u            | ю             | Lognou → Лонью                                                                                              |
| ou, où, oû             | после ll | u            | ю, у          | |
| oy                     | в общем случае | wa           | уа            | Troyes → Труа                                                                                               |
| oy                     | перед гласными | waj          | уай           | Oyeu → Уайё                                                                                                 |
| p                      | | p            | п             | Pierre → Пьер                                                                                               |
| p                      | в конце неодносложного слова | —            | не передаётся | Fécamp → Фекан                                                                                              |
| ph                     | | f            | ф             | Philippe → Филипп                                                                                           |
| qu                     | | k            | к             | Quinet → Кине                                                                                               |
| que, ques              | в конце слова | k            | к             | Jacques → Жак                                                                                               |
| r                      | | r            | р             | Renoir → Ренуар                                                                                             |
| r                      | обычно в окончаниях -cher, -ger, -ier(s) | —            | не передаётся | Roger → Роже Xavier → Ксавье Eymoutiers → Эмутье                                                            |
| rr                     | |              | рр            | Serrault → Серро Perrault → Перро                                                                           |
| s                      | кроме конечной позиции | s            | с             | Serge → Серж                                                                                                |
| s                      | в окончаниях -ès, -is |              | c             | Alexis → Алексис Jaurès → Жорес                                                                             |
| s                      | в окончаниях -as, -is, -os, -us в названиях севера Франции | —            | не передаётся | Chablis → Шабли, Fouras → Фура                                                                              |
| s                      | в окончаниях -as, -is, -os, -us в названиях юга Франции | s            | с             | Callas → Каллас, Cahus → Каюс                                                                               |
| s                      | между гласными (в том числе перед немым e) | z            | з             | Lavoisier → Лавуазье                                                                                        |
| s                      | в конце слова после согласных или немого e | —            | не передаётся | Jacques → Жак Tours → Тур                                                                                   |
| sc                     | перед e, i, y | s            | с             | Sceaux → Со                                                                                                 |
| sc                     | в остальных случаях |              | ск            | Scapin → Скапен                                                                                             |
| sch                    | |              | ш             | Scherer → Шерер                                                                                             |
| ss                     | |              | cc, с         | Rousseau → Руссо Boussenard → Буссенар Bresson → Брессон Carcassonne → Каркасон                             |
| t                      | | t            | т             | Pointe → Пуэнт                                                                                              |
| t                      | в конце слов |              | не передаётся | Daudet → Доде Goncourt → Гонкур                                                                             |
| tch                    | | tʃ           | ч             | Tchéky → Чеки Tchavolo → Чаволо                                                                             |
| tion                   | в суффиксе | sjɔ̃          | сьон          | Libération → Либерасьон                                                                                     |
| tioux                  | в суффиксе | sju          | сью           | Jeantioux → Жансью                                                                                          |
| tx                     | в баскских названиях | tʃ           | ч             | |
| u, û                   | см. также сочетания au, eau, gu, ou, qu | y            | ю             | L’Humanité → «Юманите»                                                                                      |
| ue                     | между c, g и (u)il(le) |              | ёйль          | Orgueuil → Оргёйль                                                                                          |
| um                     | перед гласной или m |              | юм            | L’Humanité → «Юманите»                                                                                      |
| um                     | перед согласной (кроме m) |              | эн            | |
| um                     | перед произносимыми b, p |              | ём, эм        | Leumbres → Лёмбр                                                                                            |
| un                     | перед гласной или n | yn           | юн            | Lunan → Люнан Huningue → Юненг Brunnen → Брюннен                                                            |
| un                     | в начале слова, после гласных (кроме i); после немого h перед согласными (кроме n) | œ̃            | эн            | Unverre → Энвер Mehun → Меэн Hundling → Эндлен                                                              |
| un                     | в остальных случаях | œ̃            | ён> эн        | Châteaudun → Шатодён Belseunce → Бельзёнс Lebrun → Лебрэн исключения: Verdun → Верден                       |
| v, w                   | | v            | в             | Victor → Виктор Verlaine → Верлен Gwénaël → Гвенаэль Watteau → Ватто                                        |
| ville                  | в конце слова | vil          | виль          | Beauville → Бовиль Grandville → Гранвиль                                                                    |
| ville                  | в начале и середине слова перед согласной | vil          | виль          | Villedubert → Вильдюбер Villejuif → Вильжюиф                                                                |
| ville                  | в начале и середине слова перед гласной | vil          | вилл          | Villeurbanne → Виллербан Villey-le-Sec → Вилле-ле-Сек                                                       |
| ville                  | в последнем слоге перед согласной r, t, z | vilɛ         | вилле         | Villers-Cotterêts → Виллер-Котре Villerville → Виллервиль Villette-d'Anthon → Виллет-д’Антон Villez → Вилле |
| x                      | в общем случае (а также при отсутствии фонетических источников) | ks           | кс            | Xanrey → Ксанре Xavier → Ксавье                                                                             |
| x                      | | gz           | кз            | Saint-Exupéry → Сент-Экзюпери                                                                               |
| x                      | в ряде случаев (в соответствии с произношением) | gz           | гз            | Exilles → Эгзиль Xaronval → Гзаронваль                                                                      |
| x                      | в ряде случаев (в соответствии с произношением) | s            | с             | Auxerre → Осер                                                                                              |
| x                      | в ряде случаев (в соответствии с произношением) | z            | з             | Dixième → Дизьем                                                                                            |
| x                      | в окончаниях -aux, -eaux, -eux и в других случаях немой x | —            | не передаётся | Bordeaux → Бордо Exmes → Эм                                                                                 |
| x                      | в баскских названиях | ʃ            | ш             | |
| y                      | в начале слова перед гласной; в середине слова между гласной и согласной; между гласными                                                                                                | j            | й             | Yeuse → Йёз Hyevr → Йевр Pleyel → Плейель                                                                   |
| y                      | в начале слова перед согласной; в середине слова между двумя согласными |              | и             | Yves → Ив                                                                                                   |
| ym, yn                 | так же, как im, in |              |               | Alyn → Ален Jamyn → Жамен                                                                                   |
| z                      | в начале и середине слова |              | з             | Vierzon → Вьерзон                                                                                           |
| z                      | в конце слова (в общем случае — в зависимости от произношения) | s, z, —      | с, з или —    | Mawlaz → Мавла                                                                                              |
| z                      | в конце слова (в географических названиях юга Франции) | s            | с             | Lez → Лес                                                                                                   |
| z                      | в конце слова (в географических названиях севера Франции) | —            | —             | Éternoz → Этерно                                                                                            |

## Дополнительные замечания

### Льезон
Одной из особенностей практической транскрипции с французского является передача так называемого льезона — озвучивания на стыке слов согласных, непроизносимых в отдельном слове, если следующее слово начинается с гласной или немого h. Звучащие согласные передаются соответствующими русскими согласными. Чаще всего это согласные s и t (Les Ormes — Лез-Орм, Saint-Aubin — Сент-Обен, Saint-Hilaire — Сент-Илер), но иногда бывают и другие (Bourg-en-Bresse — Бурк-ан-Брес). Перед так называемой придыхательной h (фр. H aspiré)), также непроизносимой в современном языке, льезона не происходит: Les Halles — Ле-Аль, Les Hautes-Rivières — Ле-От-Ривьер. Надо иметь в виду, что льезон происходит не во всяком сочетании двух слов; в сомнительных случаях необходимо сверяться с французскими правилами и фонетическими источниками.

### Удвоение
В отступление от общих правил практической транскрипции удвоение согласных во французских географических названиях передаётся только в положении между гласными, за исключением непроизносимого е и неслоговых i, a. В конце названий двойные согласные передаются только одной соответствующей русской согласной. Примеры: Tallar → Таллар, Rouffignac → Руффиньяк, Allier → Алье, Bonneville → Бонвиль. Удвоенная s в географических названиях передаётся одной русской с во всех позициях.
До 1975 года для букв m и n в этом правиле делалось исключение, и в конце русских названий удвоенные mm и nn передавались как -мм и -нн. В Инструкции ГУГК 1975 года это правило изменилось, и исключение для mm и nn в географических названиях было отменено: Tann — Тан, Roanne — Роан, Carcassonne — Каркасон. Однако в позднейшую редакцию книги Р. С. Гиляревского и Б. А. Старостина «Иностранные имена и названия в русском тексте» это изменение не попало; вслед за ней исключение для mm и nn для перешло в книги Д. И. Ермоловича о практической транскрипции. Колебания в передаче удвоенного nn существуют до сих пор; так, имя Étienne в БРЭ передается то как Этьен, то как Этьенн; в книге А. В. Суперанской «Современный словарь личных имен» (М., 2005) приводится написание «Этьен(н)», и т. д.
Удвоенные гласные, которые встречаются в основном в названиях нефранцузского происхождения, передаются одной русской буквой, за исключением случаев, когда над одной из них стоит диакритический знак.

### Традиционная передача
Поскольку в передаче французских имён и названий на русский язык имеется многолетний опыт, в русском языке укоренилось большое число традиционных написаний, которые в каждом отдельном случае устанавливаются по справочникам. Примеры: Corse → Корсика, а не Корс, Metz → Мец, а не Мес, Marseille → Марсель, а не Марсей, Paris → Париж, а не Пари, Reims → Реймс, а не Ренс. При передаче названий рек, газет, журналов артикль, как правило, опускается.
При передаче французских женских личных имён и названий рек, оканчивающихся в произношении согласным звуком (графически — «немой» буквой e), к ним во многих (но не во всех) случаях, для удобства их произношения и склонения, добавляется окончание -а, например Françoise — Франсуаза, Anne — Анна, Geneviève — Женевьева, la Seine — Сена, le Rhône — Рона.
По мнению лингвиста и переводчика Дмитрия Ермоловича, в то время как для художественных произведений сложилась практика добавления окончаний -а к женским именам, современные имена в нехудожественных контекстах предпочтительнее передавать без окончаний, что соответствует тенденции, возникшей с середины XX века.
Имена монархов и религиозных деятелей передаются, как правило, по принципу этимологического соответствия (транспозиции), в традиционном варианте: Jean — Иоанн, а не Жан, Louis — Людовик, а не Луи, François — Франциск, а не Франсуа. При этом имеет место традиция, отталкивающаяся от звучания немецких имён при передаче некоторых имён монархов, не имеющих тёзок в библейских или мифологических источниках: Charles — Карл, а не Шарль (Charlemagne — Карл Великий, а не Шарлемань), Henri — Генрих, а не Анри.
Автор пособия по переводу с французского языка и большого франко-русского словаря доктор филологических наук Владимир Гак так сформулировал правила передачи на русский язык личных имен:
- Французские личные мужские имена при передаче на русский язык следует транскрибировать. Ни в коем случае личные мужские французские имена (если речь не идет о монархах) не следует приближать к звучанию немецких, английских и иных имен. Так, следует передавать по-русски: Gustave — Гюстав (а не Густав); Robert — Робер (а не Роберт) и т. п.;
- Французские личные женские имена (Марион, Сюзон, Мадлон, Сесиль, Николь, Элен, Ирен, Мадлен, Мари, Софи, Люси, Констанс, Соланж и некоторые другие) при передаче на русский язык следует транскрибировать;
- Некоторые французские женские имена при передаче на русский язык получают окончание -а (например, Изабелла). Так, окончание -а получают все имена, оканчивающиеся на -етта, -ина, -анна;
- Имена французских королей и их прозвища переводятся. Например, Clovis — Хлодвиг; Charlemagne — Карл Великий; Philippe IV le Bel — Филипп IV Красивый и т. д. Не Людовик, а Луи пишется в именах Луи-Филипп и Луи-Наполеон.